# برنامج PMB
برنامج PMB هو عبارة عن نظام متكامل لتسير المكتبات ومراكز التوثيق أو مؤسسة ما يتم عمله في بيئة تشابكيه أو عبر محطات عمل مستقلة من خلال متصفحات الإنترنيت ووبعض التقنيات لغرض تسهيل إيصال واسترجاع الوثائق ومن أجل تنسيق تسير المعلومات بثها وإتاحتها وفقا لبعض المعاير الدولية الموحدة "التعريف إجرائي"

## خصائص البرنامج
• يتمتع البرنامج بنسخة نفاذ حرة ومفتوحة المصدر مما يسمح للمستفيد من :
تطويع البرمجية حسب الاحتياجات الخاصة
ترجمة البرمجية إلى العديد من اللغات الأخرى المساهمة في تطوير البرمجية
• العمل على بيئة تشابكيه عن طريق أدوات تسمح بإدارة المحتوى
• يشتغل البرنامج على العديد من أنظمة الاستغلال كـ مايكروسوفت ويندوز , جنو/لينكس, ماك أوس
• يعمل البرنامج كاملا على واجهة ويب مما يسمح بعرض محترف وفهرس متاح
• يتم الاعتماد على تقنية بي إتش بي زائد MY SQL مع إمكانية العمل على الخوادم الافتراضية كـ XZEMPS
• مطابق لمعيار مارك الموحد ويمكن من تصدير وتوريد تسجيلات في شكل مارك الموحد من فهارس عالمية
• يعتمد بروتوكول Z39.50للعمل في إطر شبكة "محطة عمل وخادم "
• يدعم اللغة العربية كمحارف وواجهات باللغة العربية

## النظم الفرعية

### الفهرسة
النظام يمكنك من القيام بكافة عمليات الفهرسة الوصفية والموضوعية، كما أنه يدعم كافة أنواع الوثائق سواء كانت مطبوعة أو بصرية أو سمعية أو سمعية بصرية، ويشتمل على كافة الحقول المعتمدة عالمياً لفهرسة الوثيقة مع إمكانية تغيير تسجيلة بإعادة تنزيلها من فهارس عالمية باستخدام برتوكول زد 39.5 ، فضلاً عن إمكانية ضبط أعداد الدوريات علماً أن النظام متعدد اللغات في واجهة الاستخدام وفي البيانات المدخلة.

### الملفات الإستنادية
يتضمن النظام مجموعة مميزة من الملفات الاستنادية والمرجعية مع إمكانية إضافة وتعديل هذه الملفات، حيث يمكنك إضافة قائمة لكل من المؤلفين والناشرين و رؤوس الموضوعات والسلاسل بالإضافة إلى المكانز ونظم التصنيف، علماً أن النظام يتيح لك الخيار عند تحميله في اعتماد اللغة الافتراضية المستخدمة وكذلك التسلسل الهرمي لفئات المواد ويوفر لك تصنيفات أو تقسيمات جاهزة مثل تقسيم اليونسكو وتقسيم أجنيوكس وغيرها

### التزويد والإعارة والتقارير
يتضمن النظام وحدة تزويد تتكامل بشكل تام مع باقي أقسام النظام حيث تحتوي على الفواتير والميزانية و قاعدة المزودين والاشتراكات والطلبيات و الاستلام والدفع و اقتراحات الشراء، كما يتضمن النظام وحدة إعارة تحتوي على قاعدة بيانات المستفيدين مع إمكانية الإعارة والإرجاع والحجز بالإضافة إلى الاقتراحات، ويتيح النظام تقديم تقارير عديدة من خلال وحدة التقارير وهذه التقارير تتعلق بالإعارة ومجموعات المكتبة وكذلك المستفيدين

### الفهرس الآلي المتاح على الخط
يمتلك البرنامج فهرس إلكتروني متاح للجمهور على الخط المباشر يتيح لهم البحث والاستعراض وفق خيارات متعددة مثل البحث البسيط والبحث المتقدم والبحث في فهارس عالمية وكذلك الاستعراض حسب التصنيف المتبع في المكتبة فضلاً عن إمكانية حجز مواد على الخط إلخ